# Bayerisches Landesluftbildzentrum
Das Bayerische Landesluftbildzentrum (BayLLZ) wurde am 21. September 2018 in Neustadt an der Aisch eröffnet. Das BayLLZ besteht aus dem Bayerische Landesluftbildarchiv (BayLLA) und einer Dauerausstellung zur Geschichte der Luftbildfotografie. Das Bayerische Landesluftbildzentrum ist an das Amt für Digitalisierung, Breitband und Vermessung Neustadt a.d.Aisch angegliedert und im sogenannten Brauhausareal untergebracht.

## Dauerausstellung
Die Dauerausstellung zeigt Bayern aus einer ungewohnten Perspektive.
Präsentiert wird eine Zeitreise durch über 150 Jahre Geschichte der Luftbildfotografie. Sie präsentiert Einblicke in die technische Entwicklung von Fluggeräten und Kameras sowie in die vielfältigen Einsatzmöglichkeiten von Luftbildern in der Bayerischen Vermessungsverwaltung. Mitmachstationen, Augmented Reality und ein Medienguide machen den Ausstellungsbesuch zu einem besonderen Erlebnis.

## Bayerisches Landesluftbildarchiv
1975 wurde beim Bayerischen Landesvermessungsamt – dem heutigen Landesamt für Digitalisierung, Breitband und Vermessung – das Landesluftbildarchiv untergebracht. Gegenwärtig trägt es den Namen Bayerisches Landesluftbildarchiv (BayLLA) und dient bis heute zur Aufbewahrung und Sicherung von Original-Luftbildern und Kontaktkopien der Bayerischen Vermessungsverwaltung.
Das BayLLA beherbergt eine einzigartige und umfangreiche Sammlung von Luftbildaufnahmen. Gegenwärtig umfasst diese über eine Million Aufnahmen des Freistaates Bayern, dazu gehören insgesamt rund 950.000 analoge und rund 440.000 digitale Luftbilder. Mit dieser Sammlung zählt das BayLLA zu den größten Archiven seiner Art in Deutschland. Die Archivierung des analogen Bildbestands erfolgt in Neustadt a.d.Aisch, die Speicherung der Digitalisate in München.
Die Luftbilder aus der Zeit von 1920 bis zur Gegenwart sind in sieben Gruppen eingeteilt. Die Sammlung wird kontinuierlich erweitert. Zu sehen ist hauptsächlich das Gebiet des Freistaats Bayern:
- Luftbilder der alliierten Streitkräfte aus dem Zweiten Weltkrieg

- Luftbilder aus dem Befliegungsprojekt „Casey Jones“ der USA
- Luftbilder aus der MilGeo-Befliegung
- Fotoplatten-Sammlung der Photogrammetrie GmbH München
- Luftbildsammlung der Photogrammetrie GmbH München
- Analoge Luftbilder von Bayern
- Sammlung Digitaler Orthophotos (DOP)